# 박지웅
박지웅(1996년 4월 18일 ~ )은 전 오스트레일리안 베이스볼 리그 질롱 코리아의 투수이다.

## 한국 프로야구 시절

### LG 트윈스시절
2015년에 입단하였다.

## 호주 프로야구 시절

### 질롱 코리아시절
2018년에 입단하였다.

## 출신 학교
- 송정동초등학교
- 진흥중학교
- 진흥고등학교